# Luna (Pépin)
Pour les articles homonymes, voir Luna.
Luna est une œuvre de musique de chambre de la compositrice française Camille Pépin, écrite en 2016.

## Contexte et création
Camille Pépin écrit Luna pour violon, violoncelle, clarinette, cor et piano en réponse à une commande de l'Ensemble Polygones. L'œuvre est créée en juillet 2016.

## Structure
L'œuvre comprend trois mouvements enchaînés :
1. Luna
2. Aurora
3. Sol

## Analyse
L'écriture tonale est libre et fait usage de moyens plutôt conventionnels (trilles, notes répétées, notes tenues, écriture motivique...).